# Human Clay (film)
Human Clay è un film muto del 1918 diretto da Wray Bartlett Physioc.

## Trama
Una ragazza abituata a vivere nel lusso, costretta dalle circostanze, deve adattarsi a una vita di povertà.

## Produzione
Il film fu prodotto dall'Ivan Film Productions.

## Distribuzione
Il film uscì nelle sale cinematografiche USA nel marzo 1918.